# Forestville (Québec)
Forestville ist eine Stadt (ville) in der MRC La Haute-Côte-Nord der kanadischen Provinz Québec.
Sie liegt am Nordufer des Ästuars des Sankt-Lorenz-Stroms, etwa 320 km nordwestlich der Provinzhauptstadt Stadt Québec. Der Fluss Rivière du Sault aux Cochons mündet hier in den Sankt-Lorenz-Strom.
Die Fährüberfahrt über den Sankt-Lorenz-Strom dauert etwa zwei Stunden. Forestville hat etwa 3100 Einwohner (Stand: 2016) in zwei Ortsteilen.

## Geschichte
Die Gegend um Forestville wurde Mitte des 16. Jahrhunderts vom französischen Seefahrer Jacques Cartier entdeckt. 1937 wurde der Ort zu Ehren von Grant William Forrest benannt. Seit 1944 hat Forestville den Status einer Stadt.

## Bevölkerung
Die Bevölkerung der Stadt ist überwiegend französischsprachig.

## Wirtschaft und Tourismus
Seit 1938 gibt es hier Papierfabriken und einen Staudamm. 
Forestville ist von viel unberührter Natur in kanadischem Staatsbesitz umgeben, in dem Tiere wie Schwarzbär, Elch, Wolf, Weißkopfseeadler, Kanadagans, Luchse, Karibu, Wapiti, Wale und diverse Edelfische wild leben. Für Touristen sind Angeln, Outdoor-Aktivitäten, Wandern mit dem Schneeschuh und Skifahren möglich. Die Schneehöhe beträgt im Winter bis zu 2 Meter.